# Tvärålund
Tvärålund är en tätort i Vindelns kommun, belägen vid Tväråträsket. Orten har en avlång sträckning som följer Storvägen och Stambanan. Tvärålund ligger 15 km söder om Vindeln och 28 km norr om Vännäs.

## Befolkningsutveckling
| Befolkningsutvecklingen i Tvärålund 1960–2020 | Befolkningsutvecklingen i Tvärålund 1960–2020 | Befolkningsutvecklingen i Tvärålund 1960–2020 | Befolkningsutvecklingen i Tvärålund 1960–2020 | Befolkningsutvecklingen i Tvärålund 1960–2020 |
| --------------------------------------------- | --------------------------------------------- | --------------------------------------------- | --------------------------------------------- | --------------------------------------------- |
|                                               |                                               |                                               |                                               |                                               |
| År                                            |                                               |                                               | Folkmängd                                     | Areal (ha)                                    |
| 1960                                          | 1960                                          |                                               | 335                                           |                                               |
| 1965                                          | 1965                                          |                                               | 339                                           |                                               |
| 1970                                          | 1970                                          |                                               | 310                                           |                                               |
| 1975                                          | 1975                                          |                                               | 270                                           |                                               |
| 1980                                          | 1980                                          |                                               | 286                                           |                                               |
| 1990                                          | 1990                                          |                                               | 291                                           | 80                                            |
| 1995                                          | 1995                                          |                                               | 309                                           | 81                                            |
| 2000                                          | 2000                                          |                                               | 311                                           | 81                                            |
| 2005                                          | 2005                                          |                                               | 271                                           | 81                                            |
| 2010                                          | 2010                                          |                                               | 257                                           | 81                                            |
| 2015                                          | 2015                                          |                                               | 338                                           | 109                                           |
| 2020                                          | 2020                                          |                                               | 337                                           | 109                                           |
|                                               |                                               |                                               |                                               |                                               |

## Personer med anknytning till Tvärålund

### Sport
- Viktoria Tegenfeldt - medeldistanslöpare
- Jonna Sundling - längdskidåkare

### Media
- Underbara Clara - journalist och bloggare